# 戟叶艾纳香
戟叶艾纳香（学名：Blumea sagittata）是菊科艾纳香属的植物。分布于越南、老挝以及中国大陆的云南、广西、贵州等地，生长于海拔1,000米至1,200米的地区，见于杂木林下、山坡及湿润草丛中，目前尚未由人工引种栽培。